# Alphonce Simbu
Alphonce Simbu (Singida, 14 de febrero de 1992) es un atleta tanzano, especialista en la prueba de maratón, con la que llegó a ser medallista de bronce mundial en 2017.

## Carrera deportiva
En las Olimpiadas de Río 2016 finalizó quinto en la maratón, con un tiempo de 2:11.15 segundos, en donde los primeros fueron: el keniano Eliud Kipchoge (oro, con 2:08.44 segundos), el etíope Feyisa Lilesa y el estadounidense Galen Rupp (bronce).
Al año siguiente, en el Mundial de Londres 2017 ganó la medalla de bronce en la maratón, tras el keniano Geoffrey Kirui (oro) y el etìope Tamirat Tola (plata).